# Radicaal 27
Van de in totaal 214 Kangxi-radicalen heeft radicaal 27 de betekenis klif. Het is een van de drieëntwintig radicalen die bestaat uit twee strepen.
In het Kangxi-woordenboek zijn er 129 karakters die dit radicaal gebruiken.

## Karakters met het radicaal 27
| Strepen | Karakter          |
| ------- | ----------------- |
| + 0     | 厂                |
| + 2     | 厃 厄 厅 历       |
| + 3     | 厇 厈 厉          |
| + 4     | 厊 压 厌          |
| + 5     | 厍 厎 厏 厐 厑    |
| + 6     | 厒 厓 厔 厕       |
| + 7     | 厖 厗 厘 厙 厚 厛 |
| + 8     | 厜 厝 厞 原       |
| + 9     | 厠 厡 厢 厣 厩    |
| + 10    | 厤 厥 厦 厧 厨    |
| + 11    | 厪 厫             |
| + 12    | 厬 厭 厮 厯 厰    |
| + 13    | 厱 厲             |
| + 17    | 厴                |
| + 28    | 厵                |

Orakelbotkarakter
Bronskarakter
Groot zegelkarakter
Klein zegelkarakter